# Efecte nocebo
Efecte nocebo o resposta nocebo en les ciències de la salut és el conjunt de canvis negatius en l'estat de salut o de benestar que experimenta una persona per témer efectes negatius d'una substància inofensiva, un placebo o un altre factor ambiental. Especialistes prefereixen el concepte de resposta nocebo perquè es tracta d'una reacció que és «fruit de l'autosuggestió i de les expectatives que el pacient té amb relació a l'eficàcia del tractament». L'estudi del fenomen ajuda a comprendre com i per què els pacients responen positivament o negativament a una cura, més enllà de la biologia i farmacologia dels tractaments.
Fora del context estrictament medical, és també un fenomen social, molt influït per la tendència al sensacionalisme dels mitjans i l'anhel de pescaclics de les xarxes socials que descriuen, inventen o exageren impactes negatius per exemple, de camps electromagnètics, medicaments, infrasò d'aerogeneradors, vaccins…
La resposta nocebo és una reacció que no es pot explicar per un efecte bioquímic de la substància o del factor. Nogensmenys, l'estrès, ansietat i autosuggestió poden desencadenar canvis corporals. L'aprenentatge per records de reaccions adverses en tractaments anteriors també influeixen en les respostes nocebo, per l'associació conscient o inconscient de dos episodis. No es pot considerar com una mera forma d'efecte placebo «negatiu» com que s'ha provat que es basa en diferents mecanismes psicobiològics, el que indica a més que es tracta d'un fenomen independent. L'esperança del pacient és un factor psicològic en l'efecte d'un tractament, que fins fa poc va ser subestimat en els assajos clínics. Palesa que és indispensable conèixer les esperances per poder avaluar correctament el resultat directe d'un tractament i distingir-lo de l'efecte d'altres factors psicosocials que en són independents però ocorren alhora.

## Origen del terme
És l'oposat de placebo, llatí per «em farà bé, m'agradarà», i el terme es va crear fent servir la primera persona del futur del verb llatí nocere «em nourà, em farà mal». El científic nord-americà Walter P. Kennedy el va encunyar el 1961 a l'article «The nocebo reaction».

## Prevenció
Si és de bon costum d'informar el pacient de manera transparent i explicar-li també efectes secundaris o adversos d'un tractament, això s'ha de fer amb moderació, per evitar de suggerir una resposta nocebo. Els mitjans (premsa general i sobretot televisió) poden crear rebombori quan descriuen suposats efectes negatius a partir de testimoniances sovint anecdòtiques. Fa menester sentit deontològic per minvar efectes negatius en la salut.
La publicitat de qualssevol efectes adversos imaginaris, sobretot als mitjans socials que de facto no tenen gaire control redaccional, contribueix a un augment de brots de malaltia psicogènic de massa (MPI, Mass Psychogenic Illness). Antany aquests brots solien limitar-se a comunitats més tancades i la (des)informació rarament eixia de l'àmbit local. Els funcionaris de salut o i altres responsables hi podien contenir els rumors i fer dissipar les inquietuds, creant confiança i assossec, donant als malalts la possibilitat de guarir tot mantenint la dignitat i l'autoestima. L'auge de les xarxes socials fa que aquest enfocament i la contenció són més difícils si no impossibles d'atènyer.

## Estudis experimentals
Un assaig clínic es pot concebre en el format d'un experiment a cegues: es compara la percepció d'efectes nocius en dos grups o més grups equivalents, del qual el primer és sotmès al factor o el medicament del qual es vol mesurar l'efecte i el segon grup rep un placebo. Ni els observadors, ni els pacients saben qui és en quin grup. Després es mesura si hi ha diferències significatives.
Així el Woolcock Institut de Recerca Medical, un centre de recerca sense ànim de lucre australià, va fer un experiment amb infrasò, el so inaudible per l'humà que alguns van sospitar de tenir efectes negatius en la salut. En aquest cas concret es van comparar tres grups: un sotmès a infrasò, un al soroll normal de trànsit i un tercer a silenci. En aquest cas no es va constatar cap diferència i es va concloure que el suposat «síndrome dels aerogeneradors» és el resultat de la creença d'efectes negatius que les persones tenen.